# Периньи-ла-Роз
Периньи́-ла-Роз (фр. Périgny-la-Rose) — коммуна во Франции, находится в регионе Шампань — Арденны. Департамент — Об. Входит в состав кантона Вильнокс-ла-Гранд. Округ коммуны — Ножан-сюр-Сен.
Код INSEE коммуны — 10284.
Коммуна расположена приблизительно в 100 км к востоку от Парижа, в 75 км юго-западнее Шалон-ан-Шампани, в 45 км к северо-западу от Труа.

## Население
Население коммуны на 2008 год составляло 107 человек.
| 1962 | 1968 | 1975 | 1982 | 1990 | 1999 | 2008 |
| ---- | ---- | ---- | ---- | ---- | ---- | ---- |
| 99   | 100  | 77   | 93   | 107  | 115  | 107  |

## Экономика

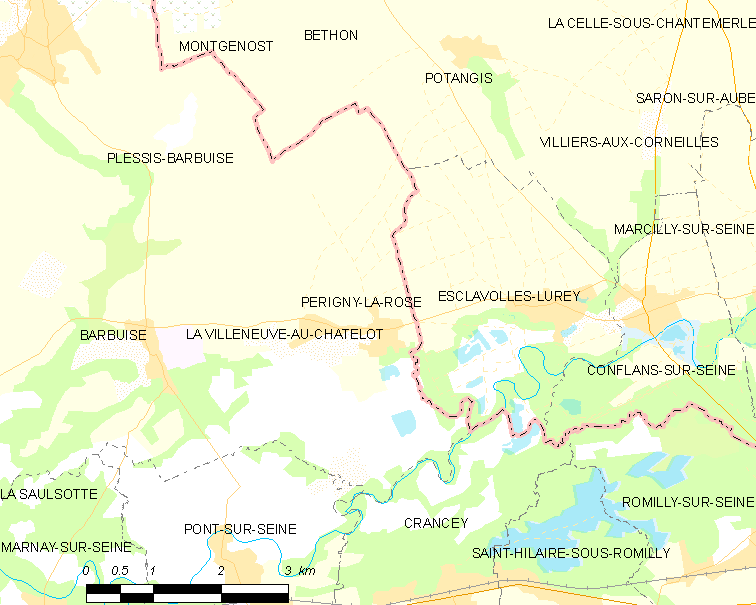
Карта коммуны

В 2007 году среди 70 человек в трудоспособном возрасте (15—64 лет) 48 были экономически активными, 22 — неактивными (показатель активности — 68,6 %, в 1999 году было 72,2 %). Из 48 активных работали 45 человек (24 мужчины и 21 женщина), безработных было 3 (2 мужчины и 1 женщина). Среди 22 неактивных 6 человек были учениками или студентами, 10 — пенсионерами, 6 были неактивными по другим причинам.

## Достопримечательности
- Церковь XII века. Памятник истории с 1926 года[3]